# Галієва Фаріда Габдулхаївна
Галі́єва Фаріда́ Гадбулха́ївна (*18 грудня 1962, місто Малмиж) — етнограф, фольклорист, доктор філологічних наук (2007).

## Біографія
Фаріда Габдулхаївна народилась у місті Малмиж, Кіровська область. 1988 року закінчила Уфимський державний інститут мистецтв, після якого працювала в Інституті історії, мови і літератури Уфимського наукового центру Російської академії наук. З 1997 року з перервами працювала в Інституті етнологічних досліджень того ж таки наукового центру. З 1999 року працювала там старшим співробітником, у 2000-2002 роках — ученим секретарем, з 2005 року — виконувач обов'язки провідного наукового співробітника, з 2006 року — завідувач відділом етнології, з 2009 року — головний науковий співробітник, з 2014 року — завідувач відділом етнографії. У 2002—2005 роках була заступником директора Уфимського філіалу Московського державного відкритого педагогічного університету імені М. О. Шолохова.

## Наукова робота
Наукові дослідження присвячені проблемам етнології і фольклору східнослов'янських і тюркських народів Південного Уралу. В ході вивчення пісенного фольклору білорусів, росіян та українців Башкортостану Галієва виявила механізм впливу багатонаціонального середовища на етнічну культуру.
Автор понад 100 наукових робіт, одна з авторок-укладачів книг «Башкирське народне мистецтво» (2002), «Мистецтво башкирів. Традиційні художні ремесла» (2007).

### Наукові праці
- Песенный фольклор украинских переселенцев в Башкирии. Киев, Уфа. 1995 (співавторство)
- Восточнославянские песни в Башкиртостане (фольклорные процессы в полиэтничном регионе). Москва, 2006
- Народная музыкальная культура башкир. Уфа, 2007
- Этнографические исследовани русского населения Башкортостана. Уфа, 2012